# Abu Kir

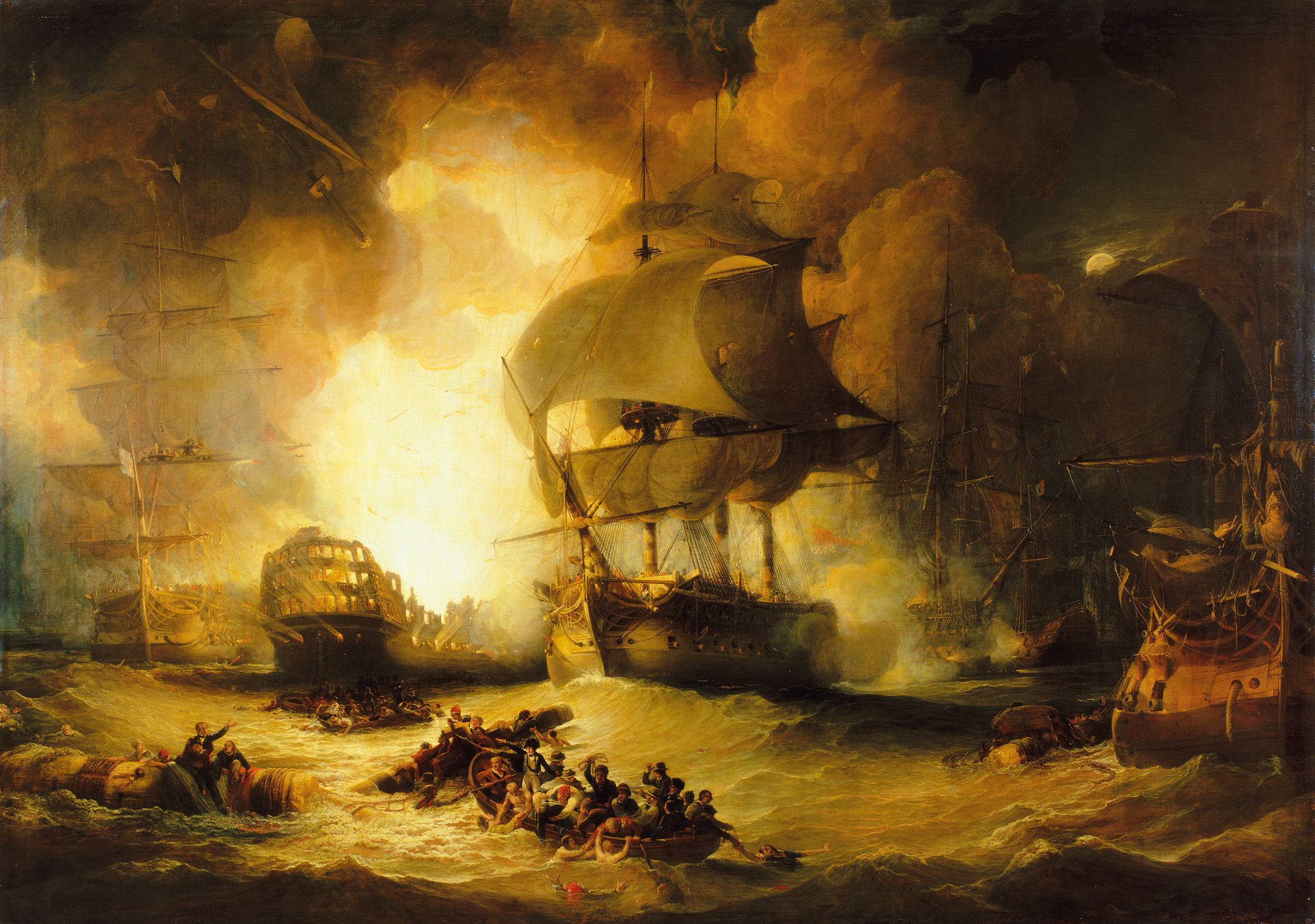
Bitwa pod Abu Kir

Abu Kir, Abū Qīr, starożytny Canopus – wieś położona w północno-wschodnim Egipcie, nad zatoką Abu Kir, na wybrzeżu Morza Śródziemnego w muhafazie Aleksandria.
1 sierpnia 1798 flota brytyjska pod dowództwem admirała Horatio Nelsona w sile 14 okrętów, 8 tysięcy załogi oraz 1012 armat, rozbiła pod Abu Kir flotę francuską wiozącą do Egiptu francuski korpus ekspedycyjny Napoleona Bonaparte, która zakotwiczona była u wybrzeży Egiptu, a większość 30-tysięcznej armii przebywała w tym czasie na brzegu. W jej wyniku Wielka Brytania uzyskała swobodę działania na Morzu Śródziemnym a Napoleon wraz z armią pozostał w Egipcie. Po tej bitwie Turcja wypowiedziała Francji wojnę i w 1799 Napoleon Bonaparte pokonał tu turecki desant w sile 16 tysięcy żołnierzy.
W 1801 Abu Kir został zdobyty przez Anglików (18-tysięczny korpus brytyjski R. Abercromby’ego), co położyło kres francuskiej okupacji.
Wieś jest dzielnicą dzisiejszej Aleksandrii.